# Федон
Диалогът на Платон Федон (на старогръцки: Φαίδων) е един от големите диалози на автора от средния му период, заедно с Държавата и Пир и бележи своеобразен връх в художественото внушение. Нарича се така по името на разказвача, Федон, един от учениците на Сократ. В този диалог Сократ обсъжда природата на душата, качеството ѝ да бъде безсмъртна, както и движението ѝ в задгробния свят. В края на текста има образно описание на видимия и невидимия, наземния и подземния свят. Този е последният от седемте диалога посветени на края на живота на Сократ (другите шест са: Теетет, Евтифрон, Софист, Държавата, Апология (диалог), и Критий).
В този диалог, в последния ден от живота си, Сократ, в Атинския затвор, беседва с учениците и близките си за безсмъртието на душата. Сократ е осъден от атинските държавници на смърт, че не вярва в боговете и развращава младите. Присъдата се е изпълнявала като осъденият изпие чаша с отвара от билката бучиниш. Тя е силно токсична и за умъртвяване на възрастен човек е нужно да бъдат погълнати 6 – 7 листа от нея. Изпълнението на присъдата се случва по залез слънце, така че Сократ има достатъчно време за последен път да упражни опитността си в намиране на истината. Диалогът има характеристики на литературно произведение. Той е наситен с емоционално напрежение и въпреки предизвестения край, обратите вътре в него и фазите на описаното мисловно и реално действие създават усещане за сюжетност.

Учениците, дошли на сутринта, заварват Сократ с тъкмо свалени окови и той започва размишление за това, че удоволствието и неудоволствието са противоположни неща, но не могат едно без друго. Ако го има едното, вероятно то ще изчезне и ще се появи другото. Докато е бил с белезници е знаел, че ще дойде моментът, когато ще ги свали и ще изпита наслада...с тази подготвяща алегория започва и разказът. 

## Място на действието
Диалогът се развива на две места. Структура, която е обичайна за Платон. Веднъж имаме обрамчващия диалога разговор, в който двама Федон и Ехекрат (или повече) се срещат някъде – в този диалог, в град Флиунт, в Арголида (Пелопонес), в дома на Ехекрат. От друга страна, този въвеждащ разговор, който се случва някъде, връща действието на зад във времето и го пренася на друго място – в случая, в Атина, в затвора, в килията на Сократ, месец по-рано.
Федон е бил свидетел на последния ден на Сократ, а Ехекрат иска да разбере всичко за този ден. Федон го разказва.

## Участници
Участниците отново са на две нива. Веднъж от рамкиращия сюжет и втори път от централния, същностния. В рамката на диалога участват Федон и Ехекрат, а в централния сюжет Сократ и двамата питагорейци – Кебет и Симий. Не е случайно, че тъкмо двама питагорейци са опоненти на основната авторова теза, защото мотивът за безсмъртието на душата е централен за Питагорейството и Орфизма. На действието свидетели са и мнозина други – ученици, роднини и близки на Сократ, пазачът и палачът.

## Проблематика и тема
Диалогът Федон е известен именно с основната си тема – за безсмъртието на човешката душа. Това подзаглавие е дадено по-късно, не от автора, а от коментатори на текста. Сократ оформя и постулира четири аргумента, че душата на човек е безсмъртна. По изключително умел начин, Платон вплита тезите на Сократ със случващото се действие – последният ден от живота на философа и преминаването му към състояние на смърт. Малко е вероятно разговорът предаден в диалога да се е случил реално. По-вероятно е Платон да е пренесъл в затвора, свой разговор със Симий и Кебет, защото аргументите за безсмъртието на душата, без съмнение принадлежат на Платон, не на Сократ. Накратко тези аргументи са следните:
- Аргументът за кръговрата – всяко нещо се ражда от противоположното си – голямото става от малкото, а после отново става малко, така както от живото се появява мъртвото, а от него на свой ред се ражда отново живо; душата не умира, но от състояние на съществуване в този свят, след смъртта на тялото отива в отвъдното, от където по-късно отново се връща към живото тяло.

- Аргументът на припомнянето – всяко знание е припомняне, защото няма човек, на когото ако зададеш правилно въпрос да не може да даде верен отговор; оттам следва, че душата има знания за нещата от преди съществуването си в конкретното тяло.

- Аргументът за оприличаването – между видимите и невидимите неща има разлика, така както между смъртните и безсмъртните. Невидимите неща са вечни и божествени, а видимите са тленни и смъртни.

- Аргументът душата дава живот – разликата между живото и неживото е наличието на душа в живото. Противоположното на живото е неживото, смъртта. Следователно душата не може да приеме смъртта. Когато смъртта доближи човек, смъртното в него умира, а безсмъртното – душата, избягва от тялото.

## Значение
Значението на Федон за западната цивилизация и за християнството е огромно. Този е диалогът, от който тръгва стройното разделение-противопоставяне между душа и тяло.

### Въведение към разказа на Федон
Ехекрат и Федон разговарят в град Флиунт. Федон е присъствал на смъртта на Сократ, а Ехекрат иска да научи повече за нея. Сократ е умрял, изпивайки чаша с отрова, след произнесена смъртна присъда. Изпълнението ѝ, обаче, се е забавило, заради ежегодното ритуално пътуване на корб до Делос. (Коръбът, с който Тезей е отплавал за Крит и се е върнал, в знак на благодарност към бог Аполон, всяка година извършва тържествено плаване до Делос и обратно; по време на това плаване градът Атина трябва да бъде чист и не се изпълняват смъртни присъди) Федон споделя, че в деня на смъртта на Сократ е бил в особено състояние – не е изпитвал състрадание към осъдения, защото той самият е бил весел и в добро настроение, но в същото време е чувствал болка, от приближаващата раздяла и загуба. Всички, присъствали са били в подобно състояние – между смях и плач. Ехекрат разпитва за присъстващите и Федон ги изрежда: Аполодор (ученик на Сократ), Критобул (също ученик на Сократ, герой в диалога на Ксенофонт „Пирът“) и баща му Критон, Хермоген (брат на Калий и участник в диалога „Кратил“), Епиген (ученик на Сократ), Есхин (ученик на Сократ), Антистен (ученик на Горгий, а после и на Сократ, основател на Киническата школа), Ктезип Пеанеецът (ученик на Сократ, герой в диалозите „Лизис“ и „Евтидем“), Менексен (приближен младеж на Сократ, участник в „Лизис“ и „Менексен“). За себе си Платон, казва, че не е бил, защото е бил болен: „Платон тогава, мисля, беше болен.“ Освен атиняни, са присъствали и Тиванците Симий, Кебет и Федонд, мегарците Евклид (ученик на Парменид и Зенон, основател на Мегарската школа, участник в „Теетет“) и Терпсион (питагореец и приятел на Евклид, участник в „Теетет“).
В деня, след връщането на кораба от Делос, приятелите очакват да влязат при Сократ в затвора. Заварват го със свалени окови, при него е жена му. Сократ отпраща жена си с детето си и споделя размишление, породено от свалянето на оковите. Удоволствието и неудоволствието са неизбежно свързани, като две тела с една глава, но никога не могат да съществуват заедно; ето, той Сократ знае, че свалянето на оковите ще замести състоянието на неудоволствие от носенето им, с това от лекотата без тях.

### Първа част
Самоубийството е непозволено и се смята за грях. Нередно е да се извършва, защото представлява насилие над себе си. За разлика от множество неясни неща, които променят смисъла и стойността си, според Сократ, едно е сигурно – за някои хора е по-добре да са живи, за други да са умрели. Хората живеят в затвор, от който е неправилно да се освобождават сами и да бягат. Човекът е имущество на боговете, така както робите са притежание на някой господар. Робът може да се самоубие, но само по волята на господаря си, инак върши произвол. Оказва, че мъдрите биха се радвали да бъдат живи, защото служат на добри господари – боговете, а Сократ е сякаш щастлив, че се налага да умре, по волята на атиняните, като се самоубие с отрова.
Приятелите обвиняват Сократ, че лесно се е предал на съда и присъдата и ги изоставя. Но според него, човекът, занимаващ се с философия, най-добре трябва да знае, че след смъртта се отива в друг свят, където са боговете и всички достойни умрели преди това.
Смъртта е нещо, тя е отделяне на душата от тялото. Затова истинският философ, който цял живот се занимава със смъртта и умирането, не трябва да се вълнува от придобиване на вещи, удоволствия от храна и телесна любов. Философът се стреми да освободи душата си от връзката ѝ с тялото. Постигането на истинното е непосилно със средствата на тялото – зрение, слух. То е възможно само в размишляването, когато душата е незасегната от телесни неща, т.е. когато е отделена от тялото. Познанието тогава е или непостижимо, или е постижимо само за умрелите. И така Сократ обяснява състоянието си – той цял живот се е стремял към очистване на душата от тялото, за да може да познае истината и сега, когато му предстои това, което е копнял, да се случи, е нелогично да бъде тъжен. Ако някой роптае пред смъртта, то това е знак, че обича повече тялото си, отколкото душата.

### Втора част – проблемът за безсмъртието на душата
След тези думи на Сократ, Кебет споделя своя страх. Думите на Сократ за отделянето на душата от тялото и за продължаване на съществуването ѝ в отвъден свят ще бъдат верни само в случай, че тя продължава да съществува и след това. Схващането до този момент, развито и у Омир е, че душата след смъртта на тялото се разпръсква като дим, като дъх. Сократ предлага на Кебет да проведат разговор по тази тема, Кебет се съгласява с охота.

#### Първи аргумент за безсмъртието на душата
Аргументът за кръговрата
Според древно предание душите от този свят отиват при Хадес, а после се връщат тук, за да се родят наново. Живите се раждат от мъртвите. Кебет се съгласява с този довод на Сократ, което позволява на философа да направи по-общотото заключение, че всяко нещо се поражда от противоположното си – от грозното се ражда красиво, от бавното бързо, от по-малкото се ражда по-голямо. Но не само, че нещата се пораждат от противополжните си, но веднъж породили се от тях, те се превръщат след края на съществуването си отново, в това от което са дошли. Инак всички неща биха станали бързи, грозни или мъртви. Както е със заспиването, което довежда човек от буден към противоположното спящ, така и умирането го води от живот към смърт. После обратно събуждането ни връща в будност, а раждането към живот.

#### Втори аргумент за безсмъртието на душата
Аргументът за припомнянето
„Ученето не е нищо друго, а припомняне. Следователно някъде по-рано сме научили това, което си припомняме сега.“ с тези думи на Кебет започва изложението на второто доказателство, че душата е безсмъртна. Според Сократ няма човек, на когото ако се зададат по правилен начин въпроси, да не даде верен отговор. Защото знанието за нещата е заложено в нас по рождение. Именно на това вложено от по-рано знание в нас, дължим умението да сравняваме и отличаваме. Когато човек види вещ, която принадлежи на любим човек – например лира или табуретка, си спомня за човека. Ако види изображение на човека, макар и само подобно на неговия вид, отново се сеща за него. Така е с всички неща. Красивото и доброто също са неща и когато човек види някое от тях веднага ги разпознава. Но от къде е дошло първоначалното знание за тях ако не от предишно съществуване на душата?! По този начин Симий е убеден, че душата съществува и преди раждането, но Кебет има колебание. Той изразява съмнение, че душата се поражда някъде и след това се включва към тялото, когато то се ражда, но когато тялото умира, тя се разпада и изчезва. След шегата, че в такъв случай човек трябва да внимава да не умре във ветровит ден, Сократ се приготвя да пристъпи към третото доказателство, че душата не само съществува отделно от тялото, преди то да се роди, но и че оцелява и след неговата смърт и разпад.

#### Трети аргумент за безсмъртието на душата
Аргументът на оприличаването
Третия аргумент Сократ започва с въпрос – кои неща се разпадат? Съставените сложно, явно, а тези, които са прости няма как да се разпаднат. Простите неща, понеже са едносъставни винаги си приличат едно на друго, докато сложните не могат никога да бъдат идентични поради множеството елементи, от които са съставени.
Затова, когато мислим за красивото и доброто, то винаги е постоянно като категория в ума ни, но когато мислим за красива вещ или конкретен добър човек, то те се различават от другите красиви вещи и хора. Това е така защото видимите неща могат да се сравняват и се различават помежду си, а невидимите са прости и еднакви винаги. Невидимите неща са винаги в едно и също състояние, докато видимите се променят. Ако отнесем тези съждения към душата и тялото на човек следва така, че душата е едносъставна, невидима и постоянна, а тялото сложно, видимо и променливо. Когато душата съществува в тяло, тя се опира не него, за да разглежда нещо. Опира се на сетивата му, кара го да гледа, чува, харесва, желае. Свързана с тялото, душата непрекъснато се отвлича по различни неща, които тялото регистрира, когато обаче успее да остане сама със себе си и да се затвори навътре тя може да започне да се занимава с нещата, които я вълнуват без да ѝ пречат телесните сетива. Или иначе казано, можем да приемем, че душата и тялото са в отношения като господар и роб. Душата командва тялото, а то върши нарежданията ѝ. И ако господари са боговете, а хората са им роби, следва да приемем, че душата е божествена и безсмъртна, а тялото тленно и смъртно. И тогава можем да различим два типа души – такива, които се свързват с тялото и други, които се съпротивляват на неговите пориви. Когато тяло, към което душата е свързана силно, умре, то тогава тя трудно се разделя с него и не успява да иде в царството на Хадес, а остава да блуждае наоколо. Тъкмо това са сенките, които ние живите виждам – на души, на умрели, които не могат да се разделят с ефимерните сладости на тленния живот. Обратно, душите, които не са се отдавали на телесното приживе и са се занимавали с философия, всъщност през цялото си съществуване заедно с тялото са се подготвяли за своето освобождаване от него. На това място Сократ започва да говори за преражданията на различните души – душата на лакомника следва да се прероди в нещо подобно, в магаре, казва той. Душата на алчния, в ястреб, а душата на философа в нещо благородно и красиво.
Философията, според Сократ, е средство душата да се научи да не зависи от тялото и да не се съобразява с неговите прищевки. Тя е ключът, с който затворникът може да напусне затвора на тялото, когато божеството поиска това. Веднъж постигнала чрез философията познание за истинното и доброто, душата не се връща към тялото, а продължава да живее спрямо това, до което се е докоснала. Такава душа, няма защо да се страхувам, че отделяйки се от тялото вятърът може да е разпилее. След тия думи на Сократ, всички се умълчават, само Симий и Кебет си шепнат нещо. Признават, че се боят да питат Сократ за това, с което не са съгласни, за да не би да го натъжат в този труден час. Той възразява духовито, че не е очаквал да се налага и тях да убеждава, че той е тъкмо като лебедите на Аполон, с които се пророкува в Делфи и които пеят най-красиво тъкмо преди да ги принесат в жертва, не от страх, а от радост, че се връщат в света на красивото и доброто.

#### Възражения на Симий и Кебет
Симий се отнася към теорията на Сократ със следното размишление. Човек, тялото и душата му, могат да се разглеждат като музикален инструмент и звука, който той произвежда. Като лира, например и хармонията, която звучи от нея. Докато струните на лирата са оптимално обтегнати, звукът ѝ е хармония. Счупена веднъж, не престава да съществува лирата като цялост, но изчезва и възможността да произвежда хармония. Не е ли това и случаят на човека с неговата душа и тяло?!
Сократ приема възражението на Симий, но преди да го разгледа, иска да спечели време като изслуша и това на Кебет.
Кебет възразява, че душата и тялото на човек са като тъкач и дреха. Тъкачът е тялото, а дрехата е душата, защото когато умре човекът-тъкач, дрехите направени от него продължават да съществуват и в този смисъл душата продължава да бъде и след като тялото се е разпаднало. Да, но никоя дреха не е вечна и рано или късно тя също се разпада. Кебет смята, че тъкмо в това не можем да бъдем сигурни, че душата освен безсмъртна е и вечна. Според него никой не може да бъде сигурен, че тъкмо смъртта на неговото конкретно тяло няма да бъде и последното съществуване на душата.
На всички им се разваля настроението.
Тогава Сократ започва да отговаря първо на Симий. Ако приемем, че душата е хармония, би следвало да допуснем и друго. Че така, както има различни хармонии от ниски тонове, но и от високи, ще има и различни души. Но не е така – душата е еднаква. Също така, ако приемем, че душата е хармония, и в нея са свързани по красив и приятен начин тоновете, как да допуснем, че има души, които са лоши, нехармонични. Възможно ли е хармонията да е съставена от дисхармонии?! Симий е разубеден. Кебет очаква Сократ да се справи и с неговия контрааргумент с подобна лекота. Сократ преминава към своето обяснение.

#### Четвърти аргумент за безсмъртието на душата
Душата дава живот

Сократ започва да разива този аргумент, разказвайки за своите търсения за обяснение на нещата около нас. Защо нещо е по-голямо от друго или как като се съберат едно и едно става две. Увлечен в търсене на отговор, Сократ разказва как е попаднал на твърдението на Анаксагор, че „умът е причина за всички неща“. Докато обаче по-късно осъзнал, Анаксагор твърди друго – вършим нещата с ума си, но те зависят само от собствената си природа. Продължил да търси отговор, защото го занимавало съществуващото, но се отказал да гледа право в него, така както някои глупци гледат слънчевото затъмнение без да предпазват очите и така губят зрението си. И така Сократ достигнал до своето обяснение. То се опира на това, че нещата са себе си, защото са причастни към нещо общо – красивите неща към красивото, добрите към доброто, конете са коне, защото са въплъщения на идеята за кон. Затова не е правилно да се каже, че осем е повече от десет с две, защото десет е повече от осем поради надвишаване на количеството. В осем количеството е осем, а в десет е десет.
И така ако нещо е причастно към една категория, то не може да бъде причастно и към друга. Различните неща са различни по между си не заради самите себе си, а заради по едрата категория към която принадлежат. Числото 3 е различно от 2 не заради единицата, която е в повече при едното и в по-малко при другото, а защото са част от качеството „нечетност“ и „четност“. Ако към някое нещо започнем да доближаваме противоположността му, то не може да я приеме. Ако към снега доближим огън, той отстъпва или погива, но не продължава да бъде себе си, не става топъл сняг. Противоположното не може да бъде противоположно на себе си.
Какво превръща едно тяло в живо? Душата. Противоположното на живото е неживо, смъртта. Следователно душата не може да приеме смъртта. Когато смъртта доближи човек, смъртното в него умира, а безсмъртното – душата, избягва от тялото.

### Трета част
Описание на подземния, земния и небесния свят
След този четвърти аргумент за безсмъртието на душата, Платон описва разказ на Сократ за това как е устроена земята. Разказът сам по себе си е изключително образен, в него са описани подземните реки, океаните и езерата, както и географията на земята, атмосферата и космоса. Описанието заема 8 страници в българския превод на ползваната книга.

### Заключение, смъртта на Сократ
След този разговор и разказ Сократ се прощава с децата си и жена си, измива се и в присъствието на учениците си изпива чашата с отрова от бучиниш, според традицията на смъртното наказание за свободен човек в Атина.